# Varroa destructor
Varroa destructor  je zajedavska pršica, ki napada medonosne čebele. Na čebele in njihove ličinke se te pršice prisesajo podobno kot klopi na toplokrvne živali in jim srkajo hemolimfo. S tem izčrpavajo odrasle živali, ki lahko zaradi izčrpanosti umrejo. 

## Opis
Odrasle pršice so kroglaste oblike in imajo štiri pare kratkih nožic. Samice so rdečkasto rjave barve, samci pa so beli. Samci dosežejo v dolžino manj kot milimeter, samice pa lahko v dolžino dosežejo do 2 mm, v širino pa od 1,5 do 2 mm. Na čebelah parazitirajo le samice, samci po parjenju poginejo. Prvi par nog uporabljajo samice za tipanje, saj je na njih organ za zaznavanje vonja, preostale pa uporabljajo za gibanje. Na spodnji strani vsake nožice ima samica organ, s katerim se prisesa na čebelje telo, z ustnim aparatom pa nato prebodejo hitin čebeljega telesa. Odrasle samice lahko prehajajo s čebele na čebelo, vendar pa so odrasle čebele le vmesne gostiteljice v času, ko ni zalege. Ko čebela umre, jo parazit zapusti.
Mnogo čebel dobi eno ali več varoj, še preden se izleže, saj samica pršice namreč zaleze v celico s čebeljo ličinko, dokler je ta še odprta. Brž ko jo delavke pokrijejo s pokrovčkom, izleže nanjo več jajčec. Celoten razvojni krog varoj v pokriti zalegi traja deset dni. Običajno se izleže nekaj samic in en samec varoje hkrati z mlado čebelo.

## Širitev po svetu
Varoje so se v Evropo in v druge dele sveta v sedemdesetih letih 20. stoletja razširile iz Indonezije kot posledica trgovanja s čebelami. V Slovenijo naj bi varoje prišle okoli leta 1978 iz Sovjetske zveze, kjer pa so čebele bolj odporne na varojo in so proti njim evolucijsko vzpostavile obrambne mehanizme, jih evropske ne prepoznavajo kot parazite.
- zgodnja 60. leta 20. stoletja Japonska, ZSSR
- v 60. in 70. letih 20. stoletja Vzhodna Evropa
- 1971 Brazilija
- konec 70-ih let 20. stoletja Južna Amerika
- 1980 Poljska
- 1982 Francija
- 1984 Švica, Španija, Italija
- 1987 Portugalska
- 1987 ZDA
- 1989 Kanada
- 1992 Združeno kraljestvo[4]
- 2000 Nova Zelandija (Severeni otok)
- 2006 Nova zelandija (Južni otok)[5]
- 2007 Havaji (Oahu, Otok Hawaii)[6][7]
- 2008 Havaji (Veliki otok)

do sredine leta 2012 naj varoja v Avstraliji še ne bi bila prisotna. V začetku leta 2010 je bila v Kufri, v Libiji odkrita podvrsta čebele, ki naj bi bila odporna na varojo.

## Zatiranje
Za zatiranje varoje se uporabljajo akaricidi. Uporablja se tako sintetične akaricide  kot tudi naravne spojine, med katere sodijo organske kisline, ki jih vsebuje tudi med. Najpogosteje so to oksalna, mravljična in mlečna kislina. Uporabljajo se tudi eterična olja, med katerimi naj bi bila najbolj učinkovita olje materine dušice in evkaliptovo olje. Ekološko čebelarjenje dopušča tako uporabo organskih kislin kot tudi rastlinskih eteričnih olj. Za vse postopke je odločilno ukrepanje ob točno določenem času, ob uporabi sintetičnih akaricidov pa je potrebno še posebej paziti, saj se lahko pri nepravilni in prepogosti uporabi pri varojah pojavi rezistenca nanje. V Sloveniji so registrirane učinkovine za zatiranje varoje amitraz, kumafos, flumetrin in tau-fluvilinat.